# Part Time UFO
Part Time UFO (はたらくUFO?, Hataraku UFO) è un videogioco rompicapo del 2017 sviluppato da HAL Laboratory per iOS e Android. Distribuito internazionalmente nel 2018, il gioco ha ricevuto una conversione nel 2020 per Nintendo Switch.
Part Time UFO è stato incluso da GameSpot nella lista dei migliori giochi per dispositivi mobili del 2018.

## Modalità di gioco
Il protagonista del gioco è un UFO dotato di una gru. Il gioco ha un'estetica che ricorda i titoli 8 bit.